# Evangélikus templom (Mórichida)
A mórichidai evangélikus templom a falu központjában található. A községen áthaladók láthatják és az Új utcáról is megközelíthetik. A Fő utcáról egy vadgesztenye soron keresztül lehet látogatni a templomot. A templom Mórichida és Árpás község evangélikus lakosainak hitéletét szolgálja.

## Az evangélikus felekezet elterjedése a településen

Mórichida címerén látható a Luther-rózsa, az evangélikus felekezet jelképe

A községek területe régóta lakott vidék. Mórichida és Árpás a Rába két partján helyezkedett el. A két falu határán a Marcal és a Rába folyó között a premontrei rend épített prépostságot. A katolikus Szent Jakab apostol templom ma is szolgálja a híveket. A premontrei rend a Pok nemzetségbeli Móricnak köszönheti az itteni letelepedését. A települést IV. Béla király is meglátogatta 1242. október 6-án.
A premontrei barátokat a török elüldözte 1543-ban. A premontrei apácák tíz év múlva foglalták el a kolostort. 1533-ban enyingi Török Bálint kapta meg Mórichida egy részét. Az ő segítségével tértek át itt az evangélikus felekezetre. Engedélyezte és segítette is a templom, lelkészlak és iskola felépítését.
Rákóczi Ferenc idején Mórichida elpusztult. A lakosok több évi bujdosás után telepedtek le a Marcal túloldalán. Felépítették a falut, ahol ma is fekszik. 1789-ben kapták meg az engedélyt a templom építésére. A templom először torony nélkül állt, a torony csak később lett hozzáépítve. Az evangélikus iskola is felépült és hosszú éveken át tanították az evangélikus gyermekeket.

## A templom állapota
A templomot egyik háború sem kímélte. A legnagyobb károsodást a második világháborúban szenvedte. A helyreállítást anyagilag is segítették a Mórichidáról Amerikába kivándorolt clevelandi magyarok Bors Károly és neje összefogásában. A templomot 1996-ban renoválták. Napjainkban jó állapotban van, érdemes a megtekintésre.
A templom gyülekezetét ma is mórichidai és árpási lakosok alkotják. Napjainkban Bakay Beatrix látja el a lelkészi szolgálatot. A lelkészlakás a Fő utcán található közel a templomhoz.

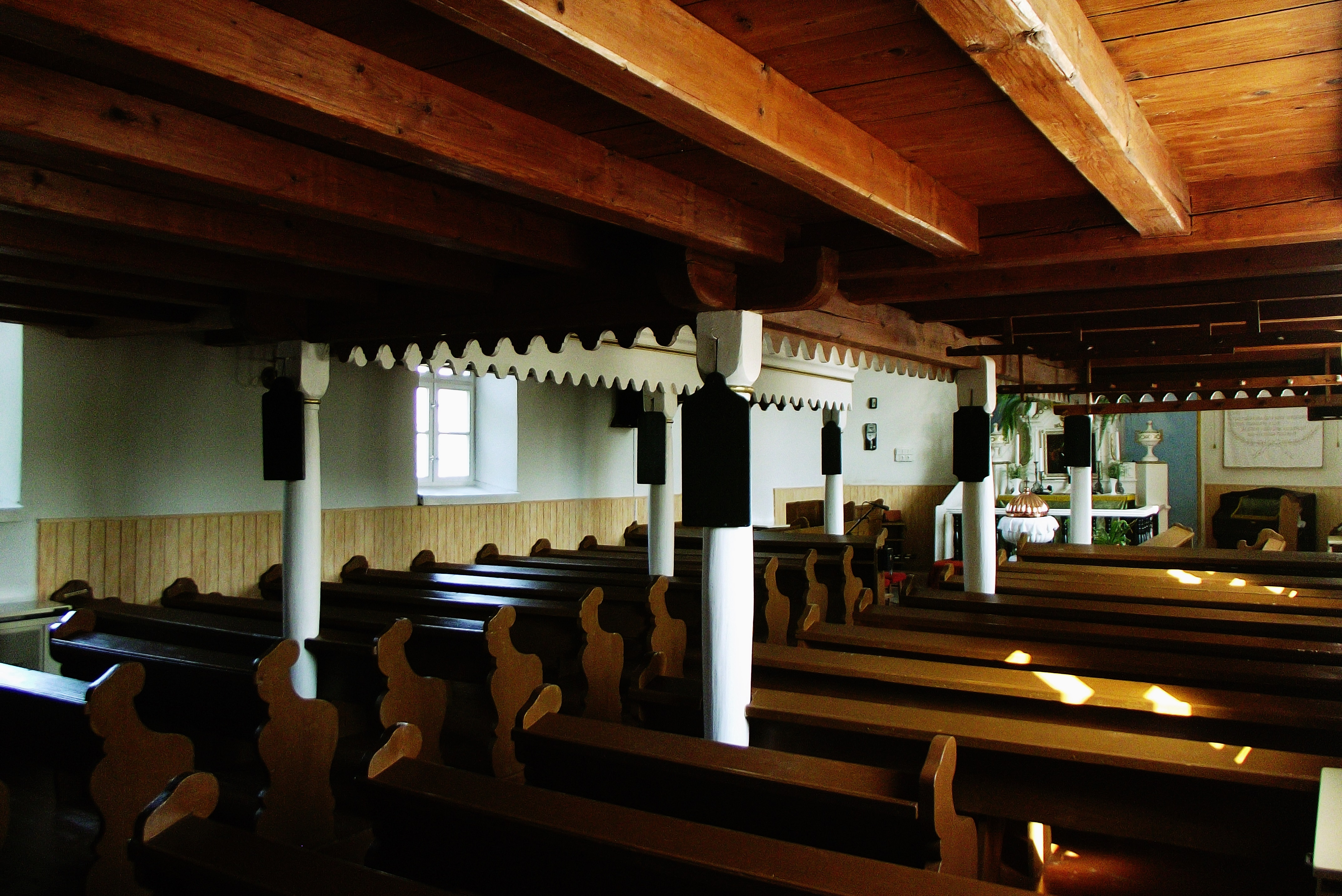
Templom belső
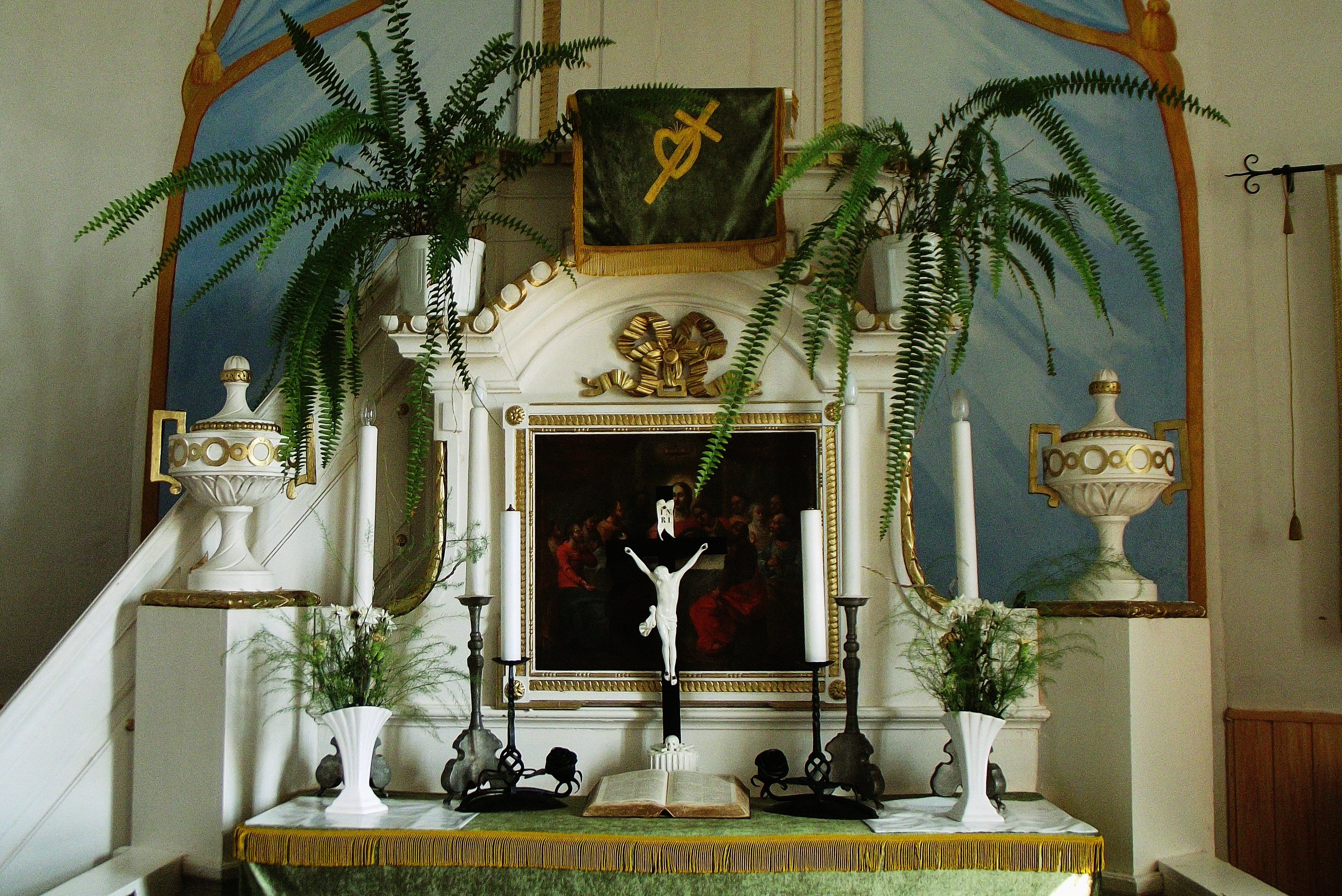
Oltár
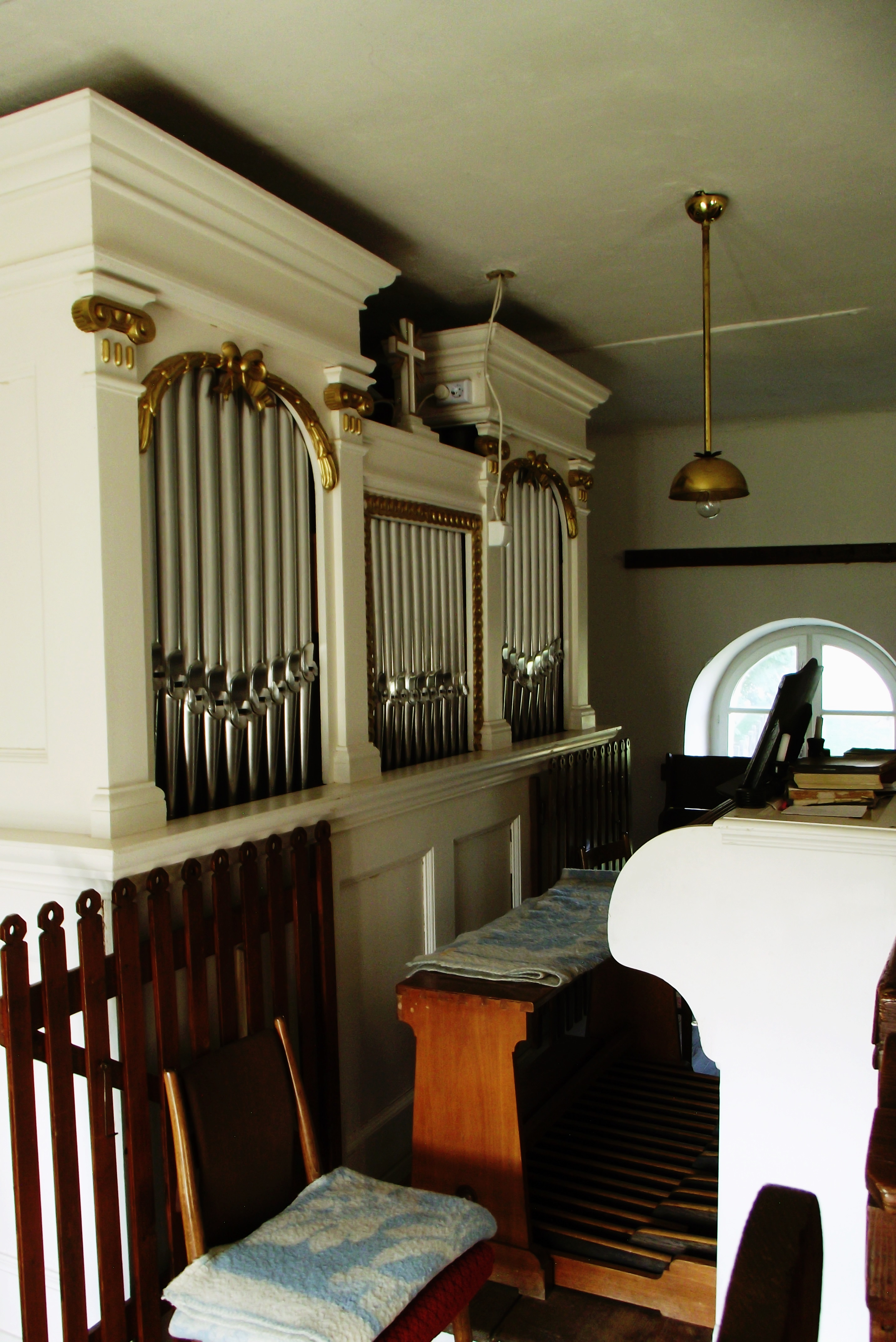
Orgona
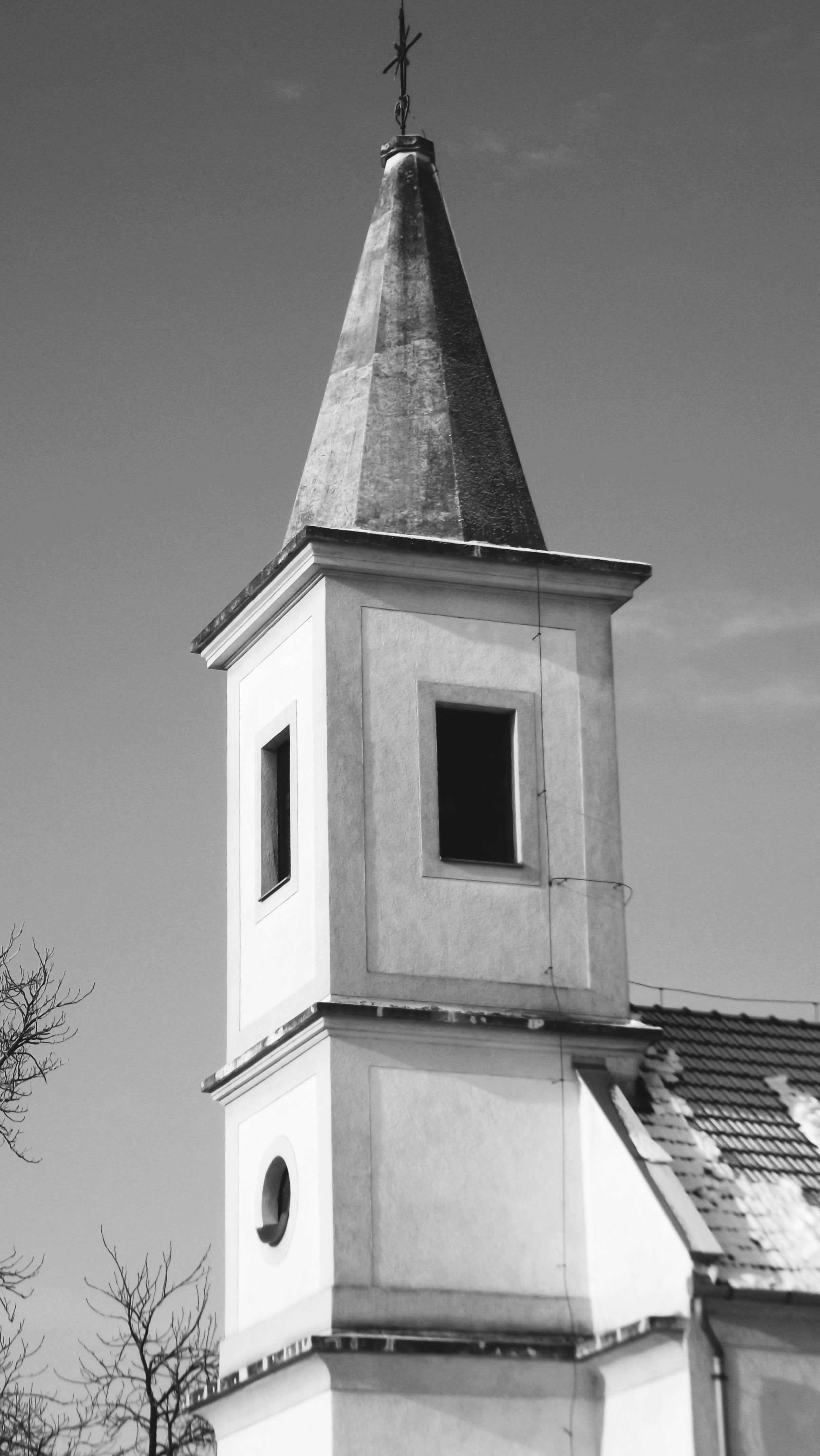
Templom tornya
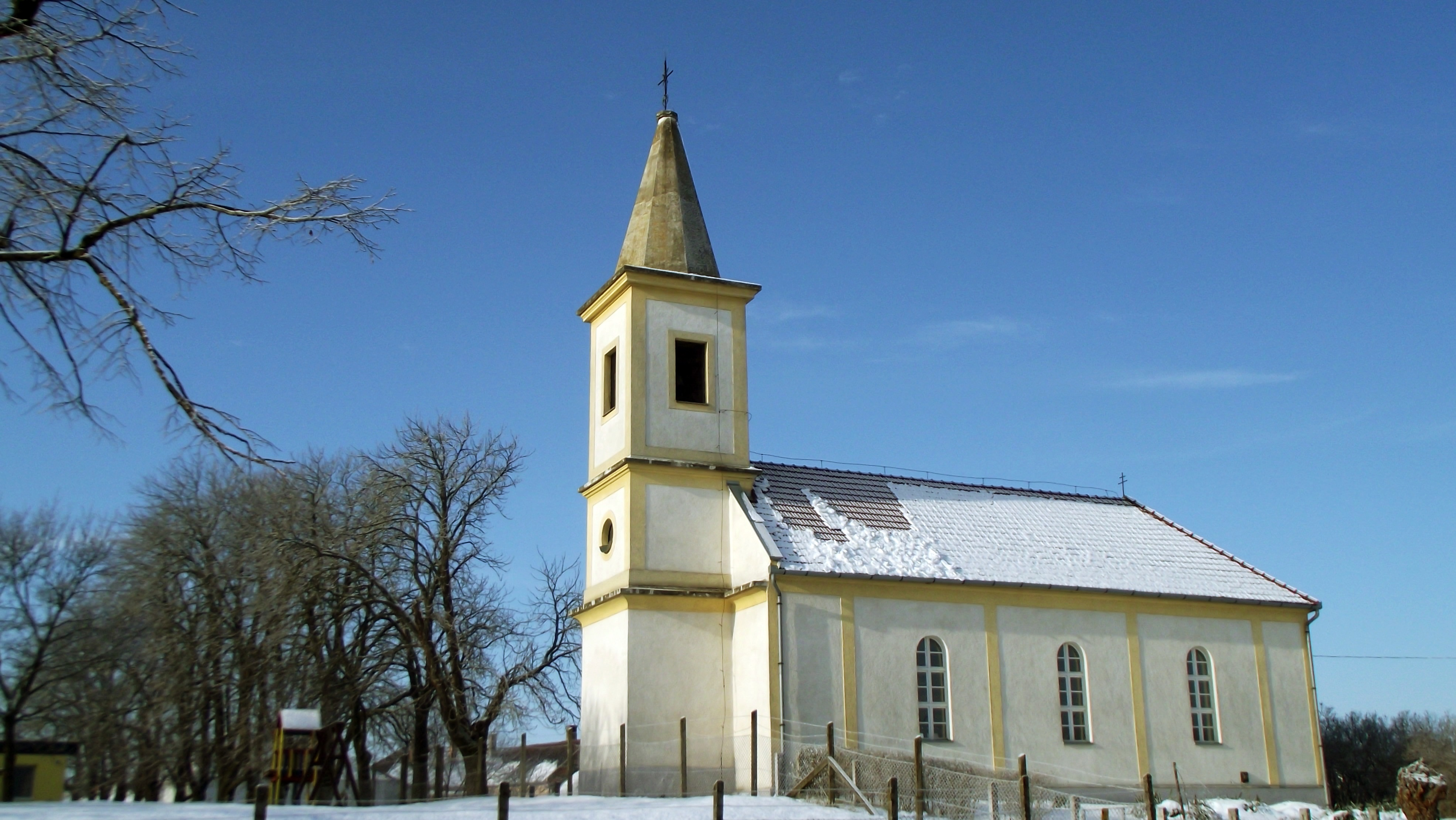
Evangélikus templom 2015 februárjában

## Sághy Jenő írásai
1959-ben került a településre Sághy Jenő és látta el a lelkészi szolgálatot 1991-ig. Sok verset és novellát írt az ittléte alatt.
Isten népe vagyunk, maradjunk meg annak,

Hatalmas keze ad minekünk oltalmat.
Őreá tekintve szilárd hittel zengjük

Ősi dalunk: "Erős vár a mi Istenünk!"